# Calibano (La tempesta)
Calibano (in inglese Caliban) è un personaggio creato da William Shakespeare per la commedia La tempesta.
Si tratta di un mostro ripugnante schiavo di Prospero.
È descritto come un cucciolo deforme e lentigginoso, «non onorato con forma umana».
In alcune tradizioni è presentato come un selvaggio, o un uomo bestiale, o anche come un ibrido di uomo e pesce, poiché due personaggi lo prendono come tale, quando s'imbattono in lui per la prima volta su una spiaggia.
Calibano è figlio della strega Sicorace e (secondo Prospero) di un diavolo.
Bandita da Algeri, Sicorace fu abbandonata sull'isola, incinta di Calibano, e morì prima dell'arrivo di Prospero. Calibano parla di Setebos come del dio di sua madre. Prospero spiega il suo duro trattamento di Calibano sostenendo che, dopo aver stabilito inizialmente rapporti amichevoli, Calibano aveva tentato di violentare Miranda. Calibano lo conferma gongolante, dicendo che se non glielo fosse stato impedito, avrebbe popolato l'isola con una razza di calibani. Prospero lo ha reso schiavo e da allora lo tormenta. Nel suo risentimento verso Prospero, Calibano prende Stefano, uno dei servitori naufragati, come suo nuovo dio e padrone, dopo aver ricevuto del vino da lui. Calibano vorrebbe che Stefano uccidesse Prospero e divenisse padrone dell'isola; ma alla fine dell'opera Calibano scopre che Stefano non è né un dio né un pari di Prospero, e accetta di nuovo di obbedire al mago.
Anche se Calibano è considerato da Prospero un selvaggio brutale, e tutti gli altri personaggi lo trattano come un oggetto di scherno e disprezzo, è significativo che a questo personaggio siano assegnati alcuni dei più eloquenti e commoventi discorsi dell'opera:
Sounds and sweet airs, that give delight and hurt not.

Sometimes a thousand twangling instruments

Will hum about mine ears, and sometime voices

That, if I then had waked after long sleep,

Will make me sleep again: and then, in dreaming,

The clouds methought would open and show riches

Ready to drop upon me; that, when I waked,

I cried to dream again.»
(Atto 3, Scena 2)

## Etimologia del nome
Il nome ricorda la parola inglese "Carib(be)an" ("caraibico"), e - data l'ortografia meno rigida del XVII secolo - un anagramma di cannibal (cannibale), termini entrambi provenienti dalla stessa parola.

## Altre interpretazioni e riferimenti

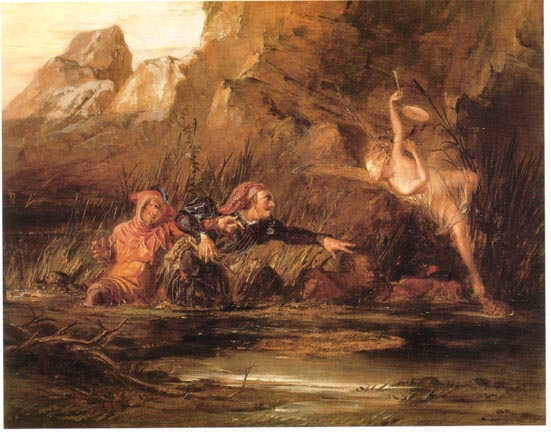
Ariel e Calibano, di William Bell Scott, olio su tela, 1865

Calibano era originariamente una figura molto più comica; tuttavia, negli anni divenne simbolo della natura selvaggia dell'uomo. In epoche più recenti diversi intellettuali anti-colonialisti hanno pensato Calibano come metafora del colonialismo.

Benché nella stesura originale né Calibano né Sicorace fossero nativi dell'isola, spesso ci si è orientati in questa direzione. L'esempio più conosciuto di questa interpretazione anticoloniale del personaggio fu il brano Une Tempête di Aimé Césaire, esponente del movimento letterario della negritudine. Nelle battute seguenti, tratte dal brano di Césaire, Calibano, agendo come simbolo dei colonizzati e degli oppressi, si confronta con Prospero, qui il colonizzatore europeo:
for years I took it, all of it--

your insults, your ingratitude...

and worst of all, more degrading than all the rest,

your condescension.

But now, it's over!

Over, do you hear?

Of course, at the moment
you're still stronger than I am.

But I don't give a damn for your power

or for your dogs or your police or your inventions!

[...]

Prospero, you're a great magician:

you're an old hand at deception.

And you lied to me so much,

about the world, about myself,

that you ended up imposing on me

an image of myself:

underdeveloped, in your words, undercompetent

that's how you made me see myself!

And I hate that image...and it's false!»
(Atto 3, Scena 5)
In questa versione Calibano rifiuta l'offerta di Prospero di tornare al servizio del suo padrone; lo spettacolo si conclude con la sconfitta di Prospero e il suo ritiro dall'isola - rappresentante il successo della guerra civile in Algeria e volto a predire il trionfo degli altri movimenti anticolonialisti.
Robert Browning scrisse uno dei suoi monologhi drammatici dal punto di vista di Calibano, Caliban upon Setebos, in cui rappresenta Calibano come il "buon selvaggio" di Rousseau. Inoltre Calibano recita un lungo monologo sullo stile dell'Henry James di Wystan Hugh Auden nel poema "Commentario a La Tempesta di Shakespeare", una riflessione sui temi di "La Tempesta".
L'autore fantasy Tad Williams rielabora la storia di Calibano nella novella breve L'ora di Calibano.
Ispirato sia da La Tempesta che da Caliban upon Setebos, Calibano fu riutilizzato come una mostruosa bestia inumana nella duologia fantascientifica di Dan Simmons Ilium.
Calibano è brevemente citato nella prefazione de Il ritratto di Dorian Gray di Oscar Wilde:
L'avversione del diciannovesimo secolo per il romanticismo è la rabbia di Calibano che non vede il suo volto in uno specchio.»
(Oscar Wilde, prefazione al 'Ritratto di Dorian Gray')
Nell'Ulisse di James Joyce Calibano è ripreso in un dialogo fra Stephen Dedalus e Buck Mulligan dopo che quest'ultimo porge al primo uno specchio parafrasandolo poi con le seguenti parole:
(James Joyce, 'Ulisse')
Nel racconto di John Fowles "Il collezionista", uno dei personaggi principali, Miranda, paragona costantemente il suo rapitore, Frederick Clegg, a Calibano: le ricorda un mostruoso selvaggio, privo di ogni emozione umana.
Nel racconto di P.G. Wodehouse Tanto di cappello a Jeeves, Percy Gorrinfe, un poeta, sbeffeggia il rude Stilton Cheesewright con un poema intitolato Calibano al Tramonto
Fernando Pessoa vede nel Calibano di Shakespeare la satira premonitrice della democrazia moderna. (Fragmentos do Espólio - pp 62-63).
L''autore britannico Tim Crouch nel 2005 ha riscritto La Tempesta di Shakespeare  dal punto di vista di Caliban, sotto la forma di un monologo. dando voce al suo risentimento nei confronti di Prospero per essere stato spogliato delle ricchezze dell'isola e ridotto in schiavitù'. Il testo I,Caliban fa parte del progetto I, Shakespeare (5 monologhi per 5 personaggi secondari nell'opera di Shakespeare). Lo spettacolo è stato allestito in Italia nel 2014 dal Teatro degli Artefatti. Il primo adattamento teatrale in Francia di questo testo, creato al Théâtre Le Périscope  di Nîmes il 20 ottobre 2023. è stato diretto da Joëlle Noguès per la Compagnie Pupella-Noguès.